# Rio Bradu (Olt)
O Rio Bradu é um rio da Romênia afluente do Rio Olt, localizado no distrito de Sibiu.